# The Six Napoleons
Pour plus de détails, voir Fiche technique et Distribution.
The Six Napoleons est un film britannique réalisé par George Ridgwell, sorti en 1922. Il est inspiré de la nouvelle de Conan Doyle Les Six Napoléons.

## Synopsis
Sherlock Holmes enquête sur la destruction étrange d'une série de bustes de Napoléon.

## Fiche technique
- Titre original : The Six Napoleons
- Réalisation : George Ridgwell
- Scénario : Geoffrey H. Malins[1] et Patrick L. Mannock[1], George Ridgwell[2], d'après la nouvelle Les Six Napoléons d'Arthur Conan Doyle
- Direction artistique : Walter W. Murton
- Photographie : Alfred H. Moise
- Montage : Leslie Britain
- Société de production : Stoll Picture Productions
- Société de distribution : Stoll Picture Productions
- Pays de production :  Royaume-Uni
- Langue originale : anglais
- Format : noir et blanc — 35 mm — 1,37:1 — Film muet
- Genre : Film policier
- Durée : deux bobines
- Date de sortie :
  - Royaume-Uni : mars 1922

## Distribution
- Eille Norwood : Sherlock Holmes
- Hubert Willis : Docteur Watson
- Teddy Arundell : Inspecteur Hopkins
- George Bellamy : Beppo
- Jack Raymond : Pietro Venucci
- Alice Moffatt : Lucretia
- Madame d'Esterre : Mme Hudson